# Ricarda Merbeth
 Ricarda Merbeth (geboren in Chemnitz) ist eine deutsche Opernsängerin der Stimmlage Sopran, die insbesondere für Partien in Opern von Richard Wagner und Richard Strauss bekannt ist. 
2010 wurde sie an der Wiener Staatsoper zur Kammersängerin ernannt.

## Leben und Werk
Merbeth studierte an der Hochschule für Musik und Theater „Felix Mendelssohn Bartholdy“ Leipzig. Sie setzte ihre Studien bei dem Tenor und Gesangslehrer Wolfgang Millgramm fort. Ihre Karriere begann in Magdeburg und Weimar. 1999 debütierte sie als Marzelline in Beethovens Fidelio an der Wiener Staatsoper und blieb bis 2005 deren Ensemblemitglied. Im Haus am Ring sang sie neben einer Reihe von Mozart-Rollen – Gräfin Almaviva, Donna Anna, Pamina, Fiordiligi – auch Wagner – Irene (Rienzi), Elisabeth, Elsa, Eva, Sieglinde – und Richard Strauss – Chrysothemis, Marschallin. Ihren internationalen Durchbruch hatte die Sängerin 2004 in einer Daphne-Neuproduktion der Wiener Staatsoper. Seit 2006 ist Ricarda Merbeth freiberuflich tätig, blieb aber der Wiener Oper weiterhin durch Gastverträge verbunden. 2010 wurde sie auf Betreiben von Ioan Holender, Direktor der Wiener Staatsoper, zur Österreichischen Kammersängerin ernannt.
Viele Jahre gastiert Merbeth auch bei den Bayreuther Festspielen. 2000 verkörperte sie Freia und Gutrune im Ring des Nibelungen, ab 2002 sang sie mehrfach die Elisabeth im Tannhäuser und von 2013 bis 2018 übernahm sie die Senta im Fliegenden Holländer. An anderen Häusern sang und singt sie Elisabeth und Venus, Elsa, Isolde, Sieglinde und die Brünnhilde an allen drei Abenden.
Die Sängerin ist an der Mailänder Scala, der Opéra National de Paris und in Toulouse und Marseille, am Teatro Real von Madrid und am Teatro Liceu von Barcelona, an den Staatsopern von Hamburg und München, an der Deutschen Oper in Berlin, am New National Theatre von Tokyo und an De Nationale Opera von Amsterdam aufgetreten, weiters in Helsinki, Stockholm, Zürich und Sydney. Im April 2020 sollte sie als Isolde am Royal Opera House Covent Garden in London debütieren.
Ihr Richard-Strauss-Repertoire hat die Sängerin seit ihrer Wiener Zeit erheblich ausgebaut. Sie singt nunmehr auch die Titelpartien von Elektra (in Mailand, Berlin und demnächst in Wien und Leipzig), Ariadne auf Naxos und Ägyptischer Helena. Im Oktober 2012 erfolgte ihr Rollendebüt als Beethoven-Leonore an der Wiener Staatsoper. Merbeth hat sich im Lauf der Jahre eine Reihe prominenter Partien des 20. Jahrhunderts angeeignet: die Marietta in Korngolds Toter Stadt, die Emilia Marty in Janáčeks Věc Makropulos, die Marie in Bergs Wozzeck, die Madame Lidoine in Poulencs Dialogues des Carmélites sowie die Goneril in Reimanns Lear.
Merbeth ist auch Konzertsängerin. Ihr Konzertrepertoire umfasst unter anderem die Wesendonck-Lieder, das War Requiem von Benjamin Britten, Beethovens Missa solemnis, das Stabat Mater von Szymanowski, die Glagolitische Messe von Janáček, die Vier letzten Lieder von Richard Strauss, ebenso dessen Brentano-Lieder und die 8. Sinfonie von Gustav Mahler.
Sie arbeitete mit den Dirigenten Daniel Barenboim, Pierre Boulez, Semyon Bychkov, Riccardo Chailly, Myung-whun Chung, Christoph von Dohnányi, Daniele Gatti, Marek Janowski, Mariss Jansons, Philippe Jordan, Fabio Luisi, Ingo Metzmacher, Kent Nagano, Yannick Nézet-Séguin, Seiji Ozawa, Donald Runnicles, Pinchas Steinberg, Christian Thielemann und Constantin Trinks zusammen.
Vor jedem Auftritt betet die Künstlerin ein Vaterunser, auf ihrem Garderobentisch stehen stets zwei Engel.

## Auszeichnungen
- 2001 Eberhard-Waechter-Medaille